# Фрањо Рупник
Фрањо Рупник (Осијек, 5. мај 1921 — Осијек, 23. април 2000) био је југословенски фудбалски репрезентативац. Играо је у везном реду.

## Спортска биографија
Фудбал је почео да игра 1938. у дресу осјечког Хајдука где је остао до 1943, када је прешао у загребачку Конкордију. У Конкордији се задржао годину дана и прешао је у вараждински Загорац.
После Другог светског рата заједно са Бобеком и Чајковским, дошао је у београдски Партизан. У Партизану се задржао две сезеоне (1945–1947), када се вратио у осјечки Пролетер., за који је одиграо 572. утакмице.
За репрезентацију Југославије дебитовао је 29. септембра 1946. године у Београду на пријатељској утакмици против Чехословачке (4:2). Одиграо је шест утакмица и постигао један гол на опроштајној утакмици у дресу репрезентације 5. новембра 1950. такође на пријатељској утакмици у Београду против Норвешке (4:0).
После завршетка играчке каријере остао је у фудбалу као тренер млађих категорија НК Осијек.

## Утакмице репрезентације у којима је играо
| Бр. | Датум               | Место   | Противник    | Резултат  | Голови  | Клуб              | Врста         | Детаљи                                      |
| --- | ------------------- | ------- | ------------ | --------- | ------- | ----------------- | ------------- | ------------------------------------------- |
| 1.  | 29. септембар 1946. | Београд | Чехословачка | 4:2 (2:1) |         | Партизан, Београд | Пријатељска   | Архивирано на веб-сајту (27. новембар 2012) |
| 2.  | 7. октобар 1946.    | Тирана  | Албанија     | 3:2 (0:2) |         | Партизан, Београд | Балкански куп | Архивирано на веб-сајту (27. новембар 2012) |
| 3.  | 11. октобар 1946.   | Тирана  | Румунија     | 1:2 (1;2) |         | Партизан, Београд | Балкански куп | Архивирано на веб-сајту (27. новембар 2012) |
| 4.  | 13. октобар 1946.   | Тирана  | Бугарске     | 2:1 (1:0) |         | Партизан, Београд | Балкански куп | Архивирано на веб-сајту (27. новембар 2012) |
| 5.  | 11. мај 1947.       | Праг    | Чехословачка | 1:3 (0:2) |         | Партизан, Београд | Пријатељска   | Архивирано на веб-сајту (27. новембар 2012) |
| 6.  | 5. новембар 1950.   | Београд | Норвешка     | 4:0 (3:0) | 1 (3:0) | Пролетер, Осијек  | Пријатељска   | Архивирано на веб-сајту (3. децембар 2012)  |